# Zurab Alasania
Zurab Grigorowicz Alasania (ukr. Зура́бі Григо́рович Аласа́нія; ur. 3 stycznia 1965 w Suchumi, Abchaska ASRR) – ukraińsko-gruziński dziennikarz i kierownik medialny. Od 2017 jest dyrektorem Narodowej Publicznej Teleradiokompanii Ukrainy (NSTU).